# Sophie Lewis
Sophie Lewis, född 1988 i Wien, är en tysk-brittisk författare och oberoende forskare baserad i Philadelphia i USA. Hon är känd för sin anarkism, transpositiva queerfeminism, litteraturkritik och kulturanalys. Detta inkluderar hennes positiva syn på ett möjligt avskaffande av familjen. Hon anser att all fortplantning är assisterad och att surrogatmödraskap bör bli vanligare.

## Biografi

### Bakgrund och uppväxt
Lewis föddes i Wien i Österrike men tillbringade sin barndom i Genève och i Frankrike. Hennes mor, Ingrid Helga Lewis, tillhörde en tysk liberal medelklass men var i sin ungdom maoist och inblandad i den västtyska studentrörelsen.
Sophie Lewis har beskrivit sin barndom i en serie personliga essäer kring sin familj och sin mors bortgång 2019. Hennes morfar sympatiserade med Adolf Hitler och tjänstgjorde i Wehrmacht, medan hennes mormor en gång följde den judiska tron. Hennes föräldrar träffades i Wien, medan modern arbetade för BBC:s tyskspråkiga radiotjänst. Enligt Lewis upptäckte hennes mor sina judiska rötter först 2008; moderns familj ändrade sitt namn från Sternberg och konverterade till kristendomen innan Förintelsen. Lewis' mor var anglofil. Hon föraktade tysk kultur och vägrade lära ut det tyska språket till sina egna barn.
Lewis studerade engelska och därefter miljöpolitik vid Oxfords universitet. Sedan fortsatte hon med studier i statsvetenskap vid New School for Social Research. Hon slutförde sin filosofie doktorsexamen vid University of Manchester.

### Yrkesliv
Efter avlagd doktorsexamen har Lewis övergått till en verksamhet som frilansande skribent och gästföreläsare, oberoende forskare och författare.
Lewis är baserad i Philadelphia i USA och verkar bland annat som gästföreläsare vid University of Philadelphia. Hon är även ansvarig för kurser vid Brooklyn Institute for Social Research.

### Författarskap och forskning
Sedan 2013 har Lewis publicerat ett antal essäer i ämnen som Marilyn Monroe och tradwife-fenomenet i tidningar som Harper's Magazine, London Review of Books, Boston Review, Frankfurter Allgemeine Zeitung och The Nation. Hennes referentgranskade forskningsrapporter kan läsas i vetenskapliga publikationer som Feminist Theory, Paragraph, Feminist Review och Frontiers.
Lewis har även verkat som översättare av tyska texter till engelska. Detta inkluderar A Brief History of Feminism (av Antje Schrupp) och Communism for Kids av Bini Adamczak. 2020 gavs hennes översättning av The Future of Difference: Beyond the Toxic Entanglement of Racism, Sexism and Feminism (författad av Sabine Hark och Paula-Irene Villa Braslavsky) ut på Verso Books.
2019 publicerades hennes första bok, Full Surrogacy Now: Feminism against the Family. Hösten 2020 följdes denna upp med Abolish the Family: A Manifesto for Care and Liberation. Båda böckerna uttrycker stark kritik mot familjen som fenomen. Lewis propagerar inte för kommersiell hantering av surrogatmödraskap men föreställer sig en framtid där det personliga mödraskapet är avskaffat och ansvaret för barnafödandet kan delas mellan samhällsmedborgarna. Lewis' tankar omkring familjen och barnafödandet har fått blandad kritik. Det mesta av den negativa kritiken berör hennes åsikt att "barn inte tillhör någon" alternativt "oss alla".
2025 publicerades Lewis' tredje bok, med titeln Enemy Feminisms: TERFs, Policewomen, and Girlbosses Against Liberation. Denna gång ägnar sig Lewis åt att belysa det hot som hon tycker sig se från olika reaktionära rörelser i den nutida kulturen, inklusive från delar av feminismen. Hon ser hur vissa delar av feminismen lierar sig med konservativa krafter som tar avstånd från transpersoner och individuella rättigheter. Lewis belyser hur den feministiska rörelsen ända sedan 1700-talet och Mary Wollstonecraft utgjorts av motstridiga krafter som ibland kämpat emot varann. Under det senare 1900-talet skedde sådana inom-feministiska strider bland annat runt sexuella uttryck och kampen mellan en kvinnas individuella respektive det kvinnliga kollektivets rättigheter. I boken lyfter Lewis fram det faktum att cheferna hos många större amerikanska vapentillverkare numera är kvinnor, liksom att många av de brittiska suffragetterna under mellankrigstiden ställde sig på fascismens sida.
Lewis har i sin forskning på senare år ägnat sig åt vad hon kallar "eugenisk", "biokonservativ" och "befallande" feminism. Detta inkluderar framlyftandet av "vit slavhandel" i samtiden och historiskt, "femonationalism" och transexkluderande "femokratism".